# Roger Chorley (2e baron Chorley)
Roger Richard Edward Chorley, 2e baron Chorley (14 août 1930 - 21 février 2016) est un expert-comptable et pair britannique.

## Biographie
Fils de Robert Chorley (1er baron Chorley), Roger Chorley fait ses études à la Stowe School, dans le Buckinghamshire, et au Gonville and Caius College, Cambridge, où il obtient un baccalauréat ès arts en sciences naturelles et en économie en 1953. Il succède à son père en 1978.
Chorley travaille pour Coopers et Lybrand de 1954 à 1990, en tant qu'associé de 1967 à 1989. Il est membre de la Royal Commission on the Press entre 1974 et 1977, et du Ordnance Survey Review Committee en 1978 et 1979. De 1980 à 1991, il est également membre du conseil d'administration du Royal National Theatre et de 1981 à 1999 du British Council. Entre 1991 et 1999, il est également vice-président de ce dernier.
Entre 1985 et 1987, Chorley préside le Comité sur le traitement de l'information géographique, connu sous le nom de Comité Chorley. Celui-ci formule des recommandations sur la conversion des cartes de l'Ordnance Survey du format papier au format informatique, en rendant plus de données gouvernementales disponibles, le référencement de grille et le référencement des données par code postal, des mesures pour promouvoir l'utilisation de systèmes d'information géographique informatisés (SIG) et les investissements nécessaires dans la formation et la recherche. et développement.
Patron du British Mountaineering Council, Chorley est également membre du Top Salaires Review Body de 1981 à 1991, du Ordnance Survey Advisory Board de 1982 à 1985 et du Natural Environment Research Council de 1988 à 1994. Entre 1987 et 1990, il est président de la Royal Geographical Society. Il est membre du groupe consultatif sur les sciences intégrées.
Il est l'un des quatre-vingt-dix pairs héréditaires élus pour rester à la Chambre des lords après la House of Lords Act 1999. Finaliste dans l'élection de 1999, il remplace Henry Herbert (7e comte de Carnarvon), après la mort de ce dernier en 2001, siégeant comme crossbencher. Il démissionne de la Chambre en vertu de la House of Lords Reform Act 2014 le 17 novembre 2014 ; Roualeyn Hovell-Thurlow-Cumming-Bruce (9e baron Thurlow) est alors élu à sa place.
En 1964, Lord Chorley épouse Ann Elizabeth Debenham; ils ont deux fils. Il est décédé le 21 février 2016 à l'âge de 85 ans.